# シンソール
シンソール（synthol）とは主に美容整形やボディビルの目的に使用される合成油脂であり、油脂が85％、リドカイン（痛み止め）が7.5%、アルコール7.5%で構成されているのが一般的ともいわれる。シントールと呼ぶこともある。
注射などの方法で肉体に注入することで筋肉や乳房などを大きく見せる効果がある。だが副作用も報告されており、使用することで硬化性脂肪肉芽腫、肺塞栓、神経損傷、感染症、脳卒中などの可能性が高くなるという指摘もある。
そもそも作用により肥大した筋肉が肉体ではある筋肉増強剤と異なりシンソールで肥大した部分は筋肉ではないため、こうした手段はボディビル愛好家からは邪道として嫌われる場合もある。また、見た目が異様なうえに肥大させた部分の筋力が上がる訳でもないので、自己満足以外何の益もない。シンソールで肥大させた部位は筋肉の収縮を起こさず、膨張した部分が不自然に肉体に乗っかっているだけとなる。。